# Cacopsylla mariannae
Cacopsylla mariannae är en insektsart som först beskrevs av Baeva 1966.  Cacopsylla mariannae ingår i släktet Cacopsylla och familjen rundbladloppor. Inga underarter finns listade i Catalogue of Life.